# Diócesis de Broome
La diócesis de Broome (en latín: Dioecesis Broomensis y en inglés: Roman Catholic Diocese of Broome) es una circunscripción eclesiástica de la Iglesia católica en Australia. Se trata de una diócesis latina, sufragánea de la arquidiócesis de Perth. Desde el 14 de octubre de 2024 su obispo es Timothy Norton, de los Misioneros del Verbo Divino.

## Territorio y organización

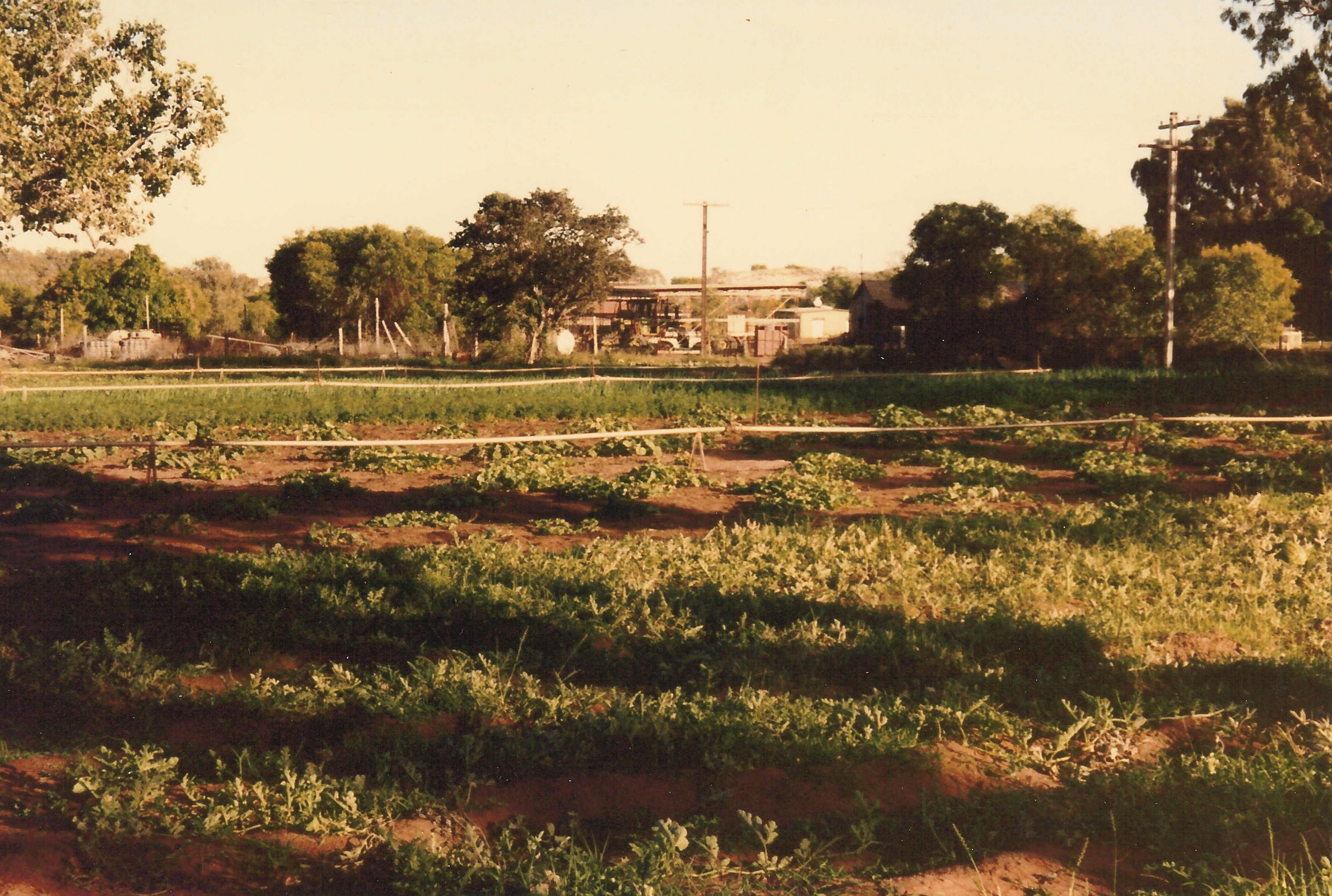
Jardín de la misión en Kalumburu

La diócesis tiene 77 300 km² y extiende su jurisdicción sobre los fieles católicos de rito latino residentes en la parte septentrional del estado de Australia Occidental.
La sede de la diócesis se encuentra en la ciudad de Broome, en donde se halla la Catedral de Nuestra Señora Reina de la Paz.
En 2023 en la diócesis existían 8 parroquias.

## Historia
El vicariato apostólico de Kimberley en Australia Occidental fue erigido el 10 de mayo de 1887 mediante el breve Ecclesiae universae del papa León XIII, obteniendo el territorio de la diócesis de Perth (hoy arquidiócesis).
El 4 de mayo de 1910, mediante el decreto Ad fluvium Drisdale-River de la Congregación de Propaganda Fide, cedió una parte de su territorio para la erección de la misión sui iuris de Drysdale River, que a partir del 8 de septiembre de 1971 se denominó misión sui iuris de Kalumburu.
El 13 de noviembre de 1959 asumió el nombre de vicariato apostólico de Kimberleys.
El 7 de junio de 1966, mediante la bula Evangelicam legem del papa Pablo VI, el vicariato apostólico fue elevado a diócesis y tomó su nombre actual.
En 1981 reincorporó el territorio de la misión sui iuris de Kalumburu, que fue suprimida y agregada como parroquia de Nuestra Señora de la Asunción.

## Estadísticas
Según el Anuario Pontificio 2024 la diócesis tenía a fines de 2023 un total de 12 330 fieles bautizados.
| Año                                                                             | Población            | Población | Población      | Sacerdotes | Sacerdotes    | Sacerdotes    | Bautizados por sacerdote | Diáconos permanentes | Religiosos | Religiosos | Parroquias |
| Año                                                                             | Bautizados católicos | Total     | % de católicos | Total      | Clero secular | Clero regular | Bautizados por sacerdote | Diáconos permanentes | Varones    | Mujeres    | Parroquias |
| ------------------------------------------------------------------------------- | -------------------- | --------- | -------------- | ---------- | ------------- | ------------- | ------------------------ | -------------------- | ---------- | ---------- | ---------- |
| 1949                                                                            | 1090                 | 9000      | 12.1           | 8          |               | 8             | 136                      |                      | 18         | 22         | 5          |
| 1966                                                                            | 2900                 | 12 000    | 24.2           | 11         |               | 11            | 263                      |                      | 18         | 41         | 9          |
| 1968                                                                            | 2800                 | 20 000    | 14.0           | 11         | 1             | 10            | 254                      |                      | 17         | 45         | 8          |
| 1980                                                                            | 5730                 | 17 944    | 31.9           | 9          | 2             | 7             | 636                      |                      | 16         | 44         |            |
| 1990                                                                            | 7311                 | 24 502    | 29.8           | 12         | 4             | 8             | 609                      |                      | 24         | 42         | 10         |
| 1999                                                                            | 9016                 | 33 537    | 26.9           | 12         | 5             | 7             | 751                      |                      | 16         | 50         | 8          |
| 2000                                                                            | 9020                 | 33 550    | 26.9           | 13         | 6             | 7             | 693                      |                      | 16         | 51         | 8          |
| 2001                                                                            | 9020                 | 33 550    | 26.9           | 11         | 5             | 6             | 820                      |                      | 14         | 36         | 8          |
| 2002                                                                            | 9470                 | 36 500    | 25.9           | 11         | 5             | 6             | 860                      |                      | 15         | 51         | 8          |
| 2003                                                                            | 9351                 | 33 705    | 27.7           | 12         | 6             | 6             | 779                      |                      | 13         | 42         | 8          |
| 2004                                                                            | 13 740               | 30 900    | 44.5           | 11         | 6             | 5             | 1249                     |                      | 12         | 39         | 8          |
| 2006                                                                            | 13 402               | 35 001    | 38.3           | 13         | 6             | 7             | 1030                     |                      | 14         | 33         | 9          |
| 2012                                                                            | 14 050               | 41 000    | 34.3           | 10         | 7             | 3             | 1405                     |                      | 9          | 18         | 9          |
| 2015                                                                            | 14 800               | 43 100    | 34.3           | 10         | 10            |               | 1480                     |                      | 6          | 14         | 9          |
| 2018                                                                            | 15 420               | 44 950    | 34.3           | 13         | 11            | 2             | 1186                     |                      | 4          | 8          | 9          |
| 2020                                                                            | 15 900               | 46 350    | 34.3           | 16         | 15            | 1             | 993                      |                      | 3          | 12         | 9          |
| 2022                                                                            | 15 123               | 44 150    | 34.3           | 12         | 9             | 3             | 1260                     |                      | 5          | 7          | 8          |
| 2023                                                                            | 12 330               | 35 998    | 34.3           | 11         | 8             | 3             | 1120                     |                      | 5          | 10         | 8          |
| Fuente: Catholic-Hierarchy, que a su vez toma los datos del Anuario Pontificio. |                      |           |                |            |               |               |                          |                      |            |            |            |

## Episcopologio
- William Bernard Kelly † (1894-1909 renunció)
- Fulgencio Torres, O.S.B. † (5 de mayo de 1910-6 de octubre de 1914 falleció)
- John Creagh, C.SS.R. † (1914-1922 falleció)
- Ernesto Coppo, S.D.B. † (1 de diciembre de 1922-1928 renunció)
  - Sede vacante (1928-1935)
- Otto Raible, S.A.C. † (18 de junio de 1935-12 de marzo de 1958 renunció)
- John Jobst, S.A.C. † (13 de enero de 1959-3 de noviembre de 1995 retirado)
- Christopher Alan Saunders (3 de noviembre de 1995-28 de agosto de 2021 renunció)[nota 1]
  - Sede vacante (2021-2024)[nota 2]
- Timothy Norton, S.V.D., desde el 14 de octubre de 2024